# Цуканов, Андрей Дмитриевич
Андрей Дмитриевич Цуканов — советский хозяйственный, государственный и политический деятель, Герой Социалистического Труда.

## Биография
Родился в 1930 году в селе Марьино. Член КПСС.
С 1949 года — на хозяйственной, общественной и политической работе. В 1949—1990 гг. — работник отдела технического контроля, вальцовщик листопрокатного цеха Магнитогорского металлургического комбината, участник пуска и освоения широкополосного стана «2000» Новолипецкого металлургического завода, старший вальцовщик Новолипецкого металлургического завода Министерства чёрной металлургии СССР.
Указом Президиума Верховного Совета СССР от 2 марта 1981 года присвоено звание Героя Социалистического Труда с вручением ордена Ленина и золотой медали «Серп и Молот».
Жил в Воронеже.